# Роман (экзарх Равенны)
Роман — экзарх Равенны с 589 по 598 год.
Упоминается в «Истории лангобардов» Павла Диакона.
Сменил Смарагда на посту экзарх Равенны.
После заключения папой Григорием I мира с Ариульфом, герцогом Сполето, что являлось превышением власти папы, совершил поход из Равенны в Рим, освободив при этом от власти лангобардов ряд населённых пунктов: Сутри, Бомарцо, Орте, Тоди, Амелия, Перуджа, Кантьяно и несколько других городков.
Проводя политику императора Маврикия противился заключению мира с лангобардами на котором настаивал Григорий I.